# Saint Paul, Minnesota
Pentru o privire generală a zonei metropolitane a celor două orașe "gemene", așa-numita "Twin Cities metropolitan area," vedeți articolul Minneapolis-Saint Paul.
Saint Paul este capitala statului Minnesota al Statelor Unite ale Americii și sediul comitatului Ramsey.
Orașul se întinde în special pe malul nordic al fluviului Mississippi și se învecinează direct cu orașul Minneapolis, Minnesota. Cele două, adesea numite orașe gemene (twin cities), constituie inima zonei metropolitane Minneapolis - Saint Paul.

## nalități născute aici
- F. Scott Fitzgerald (1896 - 1940), scriitor;
- Melvin Calvin (1911 - 1997), chimist, Premiul Nobel pentru Chimie;
- Stuart J. Byrne (1913 - 2011), scriitor;
- Syd Mead (1933 - 2019), designer industrial;
- Randy Schekman (n. 1948), cercetător, Premiul Nobel pentru Fiziologie sau Medicină;
- Giorgos Andreas Papandreou (n. 1952), politician grec;
- Louie Anderson (1953 - 2022), actor, regizor;
- John D. LeMay (n. 1962), actor;
- Josh Hartnett (n. 1978), actor, producător de film;
- Lindsey Vonn (n. 1984), schioare.